# Rudi Thömmes
Rudolf „Rudi“ Thömmes (* 17. Dezember 1968 in Trier) ist ein ehemaliger deutscher Fußballspieler und heutiger Trainer.

## Karriere
Das Fußballspielen erlernte Rudi Thömmes wie auch sein Bruder Harald bei der ETuS Trier. Mit dem damaligen Südwest-Oberligisten Eintracht Trier gewann er bereits in jungen Jahren die Deutschen Amateurmeisterschaften 1988 und 1989. Kontakt mit dem Profifußball hatte Thömmes erstmals in der Saison 1989/90, als er beim SV Darmstadt 98 neun Zweitligaspiele absolvierte und dabei einen Treffer erzielte.
Nach einigen Jahren beim damaligen Oberligisten FSV Salmrohr wechselte er 1997 wieder zu Eintracht Trier. 1997/98 erreichte er mit der Eintracht das Halbfinale des DFB-Pokals. Dabei erzielte Thömmes für den damaligen Regionalligisten jeweils ein Tor bei den Siegen gegen den UEFA-Pokal-Sieger FC Schalke 04 (1:0) und eine Runde später gegen den Champions-League-Sieger Borussia Dortmund (2:1). Spätestens damit war sein Status als Publikumsliebling festgeschrieben. Bis 2002 spielte er mit Eintracht Trier in der Regionalliga und war eine der Stützen beim Aufstieg in die 2. Bundesliga. In den beiden folgenden Spielzeiten war er in der zweithöchsten deutschen Spielklasse 39-mal im Einsatz und erzielte zwei weitere Tore.
2004 zog er sich aus dem Profifußball zurück. In der Saison 2004/05 trainierte er zusammen mit Stephan Zwaag die B-Junioren der Eintracht; im selben Jahr spielte er gemeinsam mit seinen Brüdern Harald und Frank beim SV Sirzenich. In der Saison 2006/07 war er Spielertrainer des A-Kreisligisten SG Osburg/Thomm, wohin er auch seinen Co-Trainer aus Trierer Zeiten, Stephan Zwaag, mitgenommen hatte. Nachdem er mit der Spielgemeinschaft den Aufstieg in die Bezirksliga geschafft hatte, wechselte er zur Saison 2007/08 als Trainer zum SV Mehring. Dort schaffte er auf Anhieb den Aufstieg in die Rheinlandliga und etablierte den Verein dort in der Spitzengruppe.
Nachdem sein Vertrag in Mehring über die Saison 2009/10 nicht verlängert worden war, heuerte er in der Saison 2010/11 als Co-Trainer beim Regionalligisten Eintracht Trier an. Zeitgleich ist er in der A-Klasse auch noch Spieler bei der SG Ehrang-Pfalzel, erneut gemeinsam mit seinen Brüdern. 2018 wechselte er als Co-Trainer zum damaligen Regionalligisten SV Elversberg und schaffte dort den Durchmarsch in die 2. Bundesliga zur Saison 2023/24.

## Erfolge
- Deutscher Amateurmeister: 1988, 1989
- Rheinlandpokalsieger: 1992, 1993, 1994, 1995, 1996, 2001

## Sonstiges
Thömmes lebt mit seiner Familie in Trier-Ehrang. Sohn Dominik (* 1997) ist Torhüter beim FC Bitburg in der Oberliga Rheinland-Pfalz/Saar.